# Бела Барток
Бела Виктор Јанош Барток (мађ. Béla Viktor János Bartók; Велики Семиклуш, 25. март 1881 — Њујорк, 26. септембар 1945) је био мађарски композитор, пијаниста и етномузиколог. За Бартока се каже да је један он најеминентнијих композитора двадесетог века. Један је од оснивача етномузикологије, антропологије и етнографије у музици. Радио је као професор на Музичкој Академији Франца Листа, а истовремено био страствени колекционар фолк музике из земаља Централне Европе. Његов допринос није значајан само за мађарску или европску историју музике, већ се његов значај огледа универзално од епохалне важности.
Пореклом из музичке породице: његов отац, Бела Барток је био бивши директор градске школе, пијаниста и свирао је у виолончело у оркестрима, чак се бавио и компоновањем; његова мајка га је подучавала, а истовремено била врло добра пијанисткиња. Његов стил је имао одлучујућу улогу у развоју немачког класицизма и романтизма, а његов узор је био Брамс. Уз подршку и помоћ Золтана Кодаља, интензивно се бавио истраживањем народне музике, како мађарске, тако и других народа.
Под утицајем Листа и Р. Штрауса а затим и Дебисија одушевљено је прихватио фолклорну музику. Тај утицај је био одлучујући за његову естетику. Успешно је остварио синтезу између народне музике и ученог стила. Пошто је доспео до претеране апстрактности, вратио се, при крају живота, романтичарском поступку коме има да захвали за своје велике успехе. Његов опус обухвата многа дела разноврсних жанрова и облика, из којих се издваја опера Замак кнеза Мудрофуза.
Године 1940. због рата напушта свој дом на дужи период и предавао је на Универзитету на Хардвару у САД, предмет мађарске музике. Упркос жељи да се врати у родну земљу, умире 26. септембра 1945. године, са 64 године, од леукемије, у Њујорку. Постхумно је награђен Кошут наградом 1948. године. Биографију Беле Бартока је написао његов син инжењер, Бела Барток млађи.

## Биографија
Бела Барток је рођен 25. марта 1881. године, у малом банатском граду, Великом Семиклушу (данас у Румунији, тада у Аустроугарској. Барток је одрастао у етнолошко и културолошко различитој средини. Његов отац је себе и своју породицу сматрао потпуно мађарском, јер је са његове стране Барток породица била нижег племићког порекла из округа Борсод. Бартоковој мајци је матерњи језик био немачки, али је имала поједине родбинске везе са стране Мађара, Пољака и Словака.
Као веома мали, Бела је показао завидан музички таленат: према речима његове мајке, он је могао да разликује различите ритмове које је она свирала на клавиру пре него што је успео да саставља пуне реченице. Са четири године, знао је да свира четрдесетак једноставнијих комада на клавиру, те га је његова мајка званично почела подучавати идуће године.
Бела је био ситно и болешљиво дете, те је са мање од пет година патио од пар екцема. Године 1888, када је Бела био седмогодишњак, његов отац, директор пољопривредне школе, је изненадно умро. Белина мајка је одвела њега и његову сестру, Ержебет, да живе у Нађсулушу (данас Виноградиву, Украјина) и Пожоњу, (данас Братиславу, Словачка). Тамо је Бела са 11 година имао први наступ који је био добро прихваћен од стране публике. Између осталог, тамо је свирао своју прву компоновану композицију, које је написао две године раније. Реч је о краћем комаду под називом Ток Дунава. Убрзо након тога, Ласло Еркел га је узео за свог ученика.
Био је члан Мађарске академије. Студирао је од 1892. до 1896. у Братислави (тада Пожуну), код Ласла Еркела, а од 1899. на Музичкој академији у Будимпешти. По угледу на Јоханеса Брамса, почео је са компоновањем, да би се са Золтаном Кодаљем окренуо народној музици. 1940. године се преселио у САД где је умро у немаштини и болести. Најзначајнија дела су му три концерта за клавир, виолински концерт, три гудачка квартета, концерт за виолу и оркестар (по многима најлепши виолски концерт, иначе Бартоково последње дело) итд.

## Породични живот
Године 1909, са 28 година, Барток се оженио Мартом Цејглер (1893–1967), када је она имала тек 16 година. Њихов син, Бела III, се родио 22. августа 1910. године. Након приближно 15 година брака, разишли су се у јуну 1923. године.
Два месеца касније, оженио се Дитом Пастори (1903–1982), студенткињом клавира, десет дана након што је запросио. Тада је она имала 19, а он 42 године. Са њом је добио сина Петра, који је рођен 1924.

## Статуе и бисте
- Бартокова статуа стоји у Бриселу, у Белгији, близу главне железничке станице на једном јавном тргу, Spanjeplein-Place d'Espagne
- Статуа стоји на Малверн Курту, на самом југу Јужног Кенсингтона у подземној железници и на тачно на месту где је стајао док је наступао у Лондону.[7]
- Статуа је постављена испред куће у којој је Барток провео последњих осам година у Мађарској, која је данас претворена у меморијалну кућу Беле Бартока.
- Биста Бартока је постављена на место испред куће где је умро, у Њујорку.
- Његова биста се налази и испред предњег дворишта Државног конзерваторијума у Анкари, у Турској.
- Бартокова статуа коју је извајао Имре Варга, стоји на обали реке Сене, на јавном парку, на Тргу Беле Бартока, у Паризу.[8]

## Дела

### Музика за клавир
- Велика фантазија за клавир, 1897.
- Allegro barbaro, 1911.
- Микрокозма, 1932-1939.

### Камерна музика
- Гудачки квартет бр. 1, 1909.
- Гудачки квартет бр. 2, 1917.
- Гудачки квартет бр. 3, 1927.
- Гудачки квартет бр. 4, 1928.
- Гудачки квартет бр. 5, 1934.
- Гудачки квартет бр. 6, 1939.
- Контраст за кларинет, виолину и клавир, 1938.

### Музика за оркестар
- Скерцо за оркестар, 1901.
- Симфонија „Кошут“, 1903.
- Четири комада за оркестар, 1921.
- Музика за гудаче, удараљке и чело 1936.
- Концерт за оркестар, 1943.

### Концертна музика
- Рапсодија за клавир и оркестар, 1904.
- Скерцо за клавир и оркестар - Бурлеска, 1904.
- Концерт за клавир и оркестар бр. 1, 1926.
- Концерт за клавир и оркестар бр. 2, 1931.
- Концерт за клавир и оркестар бр. 3, 1945.
- Концерт за виолину и оркестар бр. 1, 1908.
- Концерт за виолину и оркестар бр. 2, 1938.
- Концерт за виолу и оркестар

### Балет
- Чудесни мандарински, балет-пантомима, 1927.
- Дрвени принц

### Опера
- Замак кнеза Мудрофуза

### Остало
- велики број разноврсних народних песама и игара различитог порекла